# 장도현 (가수)
장도현(2008년 12월 26일 ~ )은 대한민국의 가수이다.

## 개요
대한민국의 트로트 가수.
장도현은 섬세한 감성과 탄탄한 실력을 겸비한 트로트 보컬리스트로, 다양한 오디션과 방송 무대에서 꾸준히 존재감을 입증하고 있다.
팬덤 ‘도현 별 ⭐️’과 함께하는 무대는 매번 새로운 도전을 향한 기록이자 감동의 연속이다.
```
<
KBS
> 
아침마당
]] 도전꿈의무대로 데뷔를 하여 <
전국노래자랑
>, <
노래가 좋아
>, <창현거리노래>, <태군노래자랑>, <
초대형 노래방 서바이벌 VS
>, <
전국 TOP 10 가요쇼
> 등 많은 방송에 출연해 얼굴을 비추고 2024년 3월 "
엄마의 꿈 아부지 바람
"으로 디지털 싱글앨범으로 공식 데뷔했고 각종 행사, 방송, 공연, 콘서트를 하며 전국을 돌아다니며 가수 생활을 보내고 있는 중이다.
```

## 생애
2008년 서울시에서 태어나고 경기도 고양시에서 유년 시절을 보냈으며, 초등학교 4학년 때부터 증평군에서 거주하고 있다.
＊ 초등학교 6학년 때 오른쪽팔에 골수종양으로 4달 가까이 병원에 입원해 긴 수술 끝에 회복하였다.  
＊ 유치원 시절부터 목소리가 이쁘다, 좋다는 말을 주변에서 많이 들었다고 한다.  
＊ 2020년 미스터트롯을 통해 이찬원의 무대에 감명을 받은 것을 계기로 트로트를 시작했으며, 이후 이찬원 모창으로도 잘 알려졌다.  
＊ 중학교 시절 음악 수행평가에서 교가를 부르는 시험이 있었는데 선생님이 교가를 듣고 이 친구 <장도현 (가수)>는 성악 쪽으로 가도 괜찮겠다고 말을 했다고 한다.  
＊ 장도현의 어머니는 국민학교 시절 1000명이 넘어가는 전교생이 독창대회를 했는데 거기서 대상을 수상했다고 말했다.

## 학력
- 보광초등학교(졸업)
- 형석중학교(졸업)
- 충북비즈니스고등학교(재학)

## 음반
- 2024년 엄마의봄 아부지바람 디지털 싱글앨범

## 방송
- KBS 아침마당 도전꿈의무대 (2024,2023,2022)

- SBS 전국 탑텐 가요쇼 (2024)

- KBS 노래가좋아 (2022)

- KBS 전국 노래자랑 최우수상 (2023)

- M-NET 초대형 노래방 서바이벌VS (2023)

- LG 헬로 비전 태군 노래자랑 (2023)

## 공연
- 2024년 2월 3일 양승호&장도현 SHOW CASE 콘서트
- 2024년 5월 17일 장도현 어버이날 기념 단독 콘서트